# جيولوجيا منطقة الكابيتول ريف

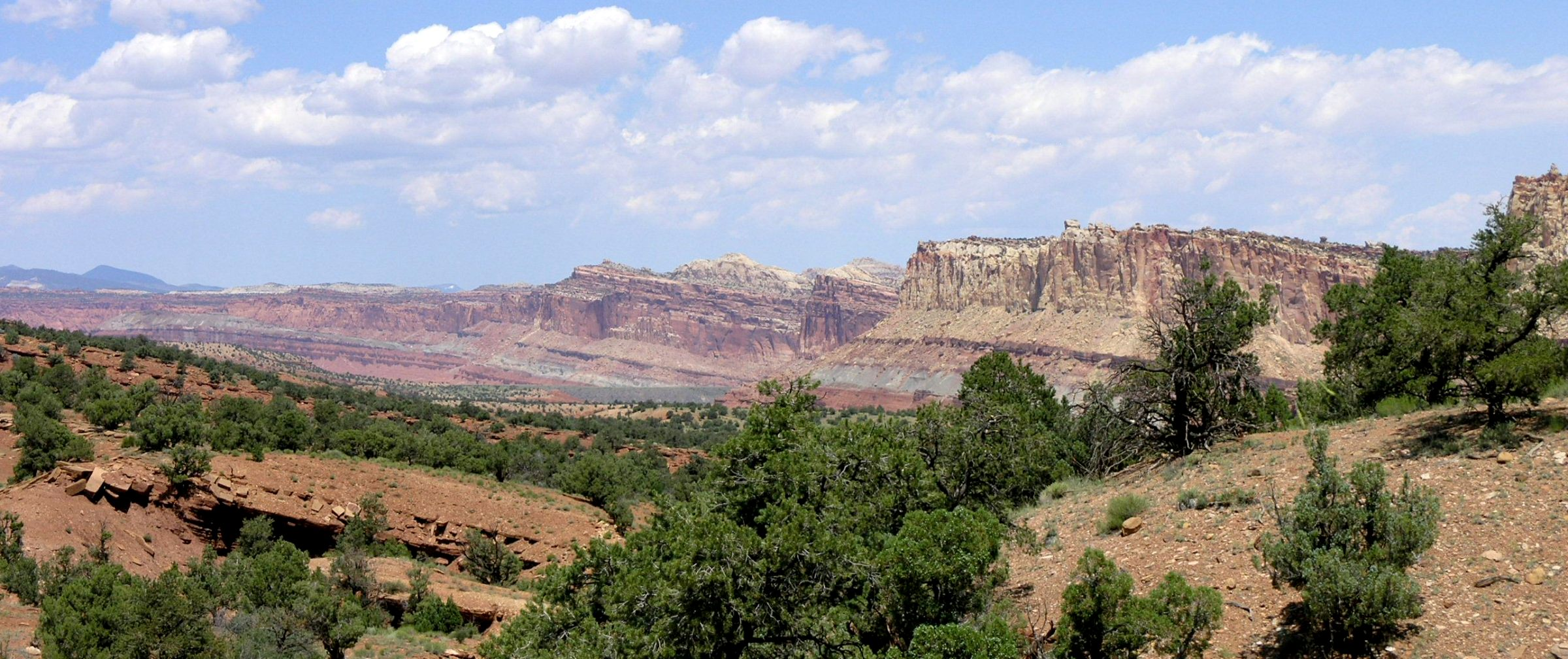
طية الواتربوكت هي أبرز التضاريس الجغرافية في نطاق الحديقة العامة. تم التقاط هذا المشهد بشكل رأسي من أعلى درب الأشجار ذو الطبيعة الخلابة بالكابيتول ريف، حيث يظهر السطح الغربي للطية المكسورة المتآكلة من الخلف.

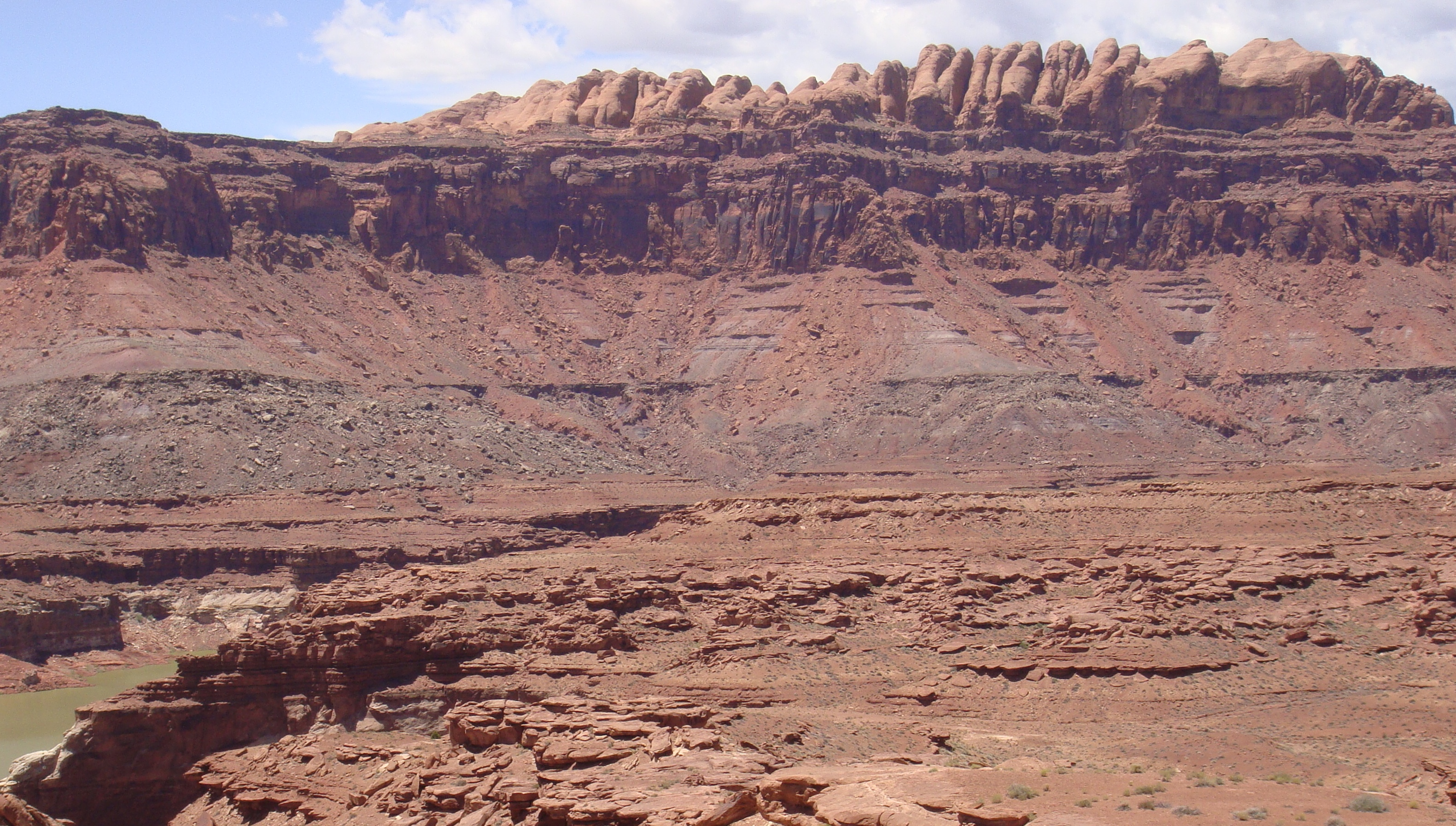
العصر البرمي من خلال استراتجرافيا (علم وصف طبقات الأرض) العصر الحوراوي لمنطقة هضية كولورادو في جنوب شرق يوتا التي تشكل الكثير من التكوينات الصخرية البارزة المعروفة في المناطق المحمية مثل حديقتي الكابيتول ريف الوطنية والكانيون لاندز الوطنية. من الأعلى للأسفل: قباب حجر نافاجو الرملي المستديرة حمراء اللون، ثم طبقات تكوين كاينتا الحمراء، ثم تكوين الجروف، ثم حجر وينجيت الرملي ذو التفصّل الطولي، ثم تكوين تشينيل الأرجواني ذو التكوين المائل، ثم طبقات تكوين الموينكوبي ذات اللون الأخف حمرة، وأخيراً تكوين طبقات حجر الكولتر الرملي الأبيض. هذه الصورة من منطقة غلين كانيون الوطنية للاستجمام بولاية يوتا.

تمثل جيولوجيا المكاشف لمنطقة الكابيتول ريف شمالي أمريكا مشهدًا استثنائيًّا تكوَّن معظمه من رسوبيات الحقبة الوسطى (الحقبة الميزوسية). هنالك حوالي 10,000 قدم (3,000 متر) من الطبقات الرسوبية في منطقة الكابيتول ريف، تدل على ما يناهز 200 مليون عام من التاريخ الجيولوجي للجزء الجنوبي الأوسط لولاية يوتا الأمريكية. يمتد عمر تلك الصخور من العصر البرمي (الذي يرجع إلى 270 مليون عام) إلى العصر الطباشيري (الذي يرجع إلى 80 مليون عامًا). تكشف طبقات الصخور في المنطقة عن مناخات قديمة متباينة بين (متنوعة تنوع) الأنهار، والمستنقعات (تكّون التشينيل)، وأراضي الصحاري القاحلة (حجر نافاجو الرملي)، والمحيطات الضحلة (طفل مانكوس الصفحي).
ترسبت الطبقات الأولى بالمنطقة حين اجتاحتها مياه بحر ضحل في العصر البرمي، ممَّا أدى إلى ترسب الحجر الرملي أولاً، ومن ثم ترسب الحجر الكلسي في الأماكن الأكثر عمقًا. أما بعد انحسار المياه في العصر الترياسي، رسبت التيارات الغرين قبيل ارتفاع المنطقة وتعرضها للتعرية. ثم ترسب بعد ذلك الرصيص (صخور الرواهص) متبوعًا بالأخشاب والرمال والطين ورماد البراكين الذي نقلته الرياح. شهد العصر الترياسي بداية من منتصفه إلى أواخره جفافًا شديدًا متزايدًا، ترسبت من خلاله كميات كبيرة من الحجر الرملي مصحوبة بأخرى من التيارات المائية. وبحلول بحر آخر، اعتادت مياهه أن تغمر المنطقة بشكل دوري تاركة رواسب من المتبخرات. كما مدت الجزر الحاجزية، والحواجز الرملية (الكثبان الرملية)، وفيما بعد جاء مد الأحجار الرملية بالرمال، ثم تبعتها بعد ذلك الحصى من أجل الرصيص، والطين من أجل الطفل. ومع تراجع المياه ظهرت تيارات مائية، وبحيرات، وسهول منخفضة، مما جعل المكان موقعًا ممتازًا للرسوبيات. خَلف ذلك مجيء بحرٍ آخر في العصر الطباشيري (الطريق البحري الداخلي الغربي) ليترك خلفه المزيد من الأحجار الرملية والطين، لكنه سرعان ما اختفى مع بدايات حقبة الحياة الحديثة.
منذ 70 إلى 50 مليون عام مضت شكّل اللارميد الأورجيني، وهو حركة كبيرة لبناء الجبال شمال غرب أمريكا، الجبال الصخرية من جهة الشرق. من المحتمل أن يكون المرفع الأرضي قد أثر على صدع مطمور حتى تتشكل طية الواتربوكت. أما في نطاق 15 إلى 20 مليون عامًا مضت، فقد ظهر مرفع أرضي أكثر حداثة بكافة أنحاء منطقة هضبة كولورادو، بالإضافة إلى ما نتج عنه من تعرية هذا الطي من سطح الأرض. فيما بعد، رفع العصر الجليدي من معدل هطول الأمطار والتحات في العصر البليستوسيني، مما أثر بصورة خاصة على الأجزاء العلوية لطية الواتربوكت، وكشف عن طيتها، وشقَّها.

## ترسيب الرسوبيات الأولي
بعض المفاهيم الهامة: المتكون/التكوين هي وحدة جيولوجية معروفة ومختصة بسمات فريدة. تحددت تلك السمات عبر فترات زمنية وطيدة الاتصال بصفتها نتيجة للبيئة الترسيبية المحددة حيث تكونت. إحدى وحدات التكوين هي العضو؛ وحدة ثانوية في التكوين، والطبقة قهي وُحَيدة (وحدة فرعية) متميزة من العضو. أما المجموعات فهي مجموعات من المتكونات/التكوينات مترابطة بشكل ملحوظ، مثال على هذا هي تلك الطبقات التي رسبت خلال فترة زمنية جافة استمرت ملايين السنيين أو غيرها نتجت عن فبضان دوري لمحيط ما بمنطقة لملايين السنين.
إن أنواع عدم التوافق المتنوعة هي عبارة عن مزجات في السجل الجيولوجي. تنتج مثل هذه المزجات بسبب انقطاع الترسيب لفترة طويلة، أو بسبب تعرية جديدة تزيل وحدات الصخور التي ترسبت سابقًا. يتبعها طبقات من الصخور مرتبة من الأقدم للأحدث حيث تسطر تاريخًا للأحداث الجيولوجية؛ لكن من الممكن لذات الترتيب أن يكون العكسي إذا ما تفحصنا قاطع حقيقي لطبقات الرسوبيات، حيث أنه وفقًا لقانون التراكب تترسب الصخور الأحدث فوق الأقدم.

### تكوينات الكولتر، والكايباب (العصر البرمي)

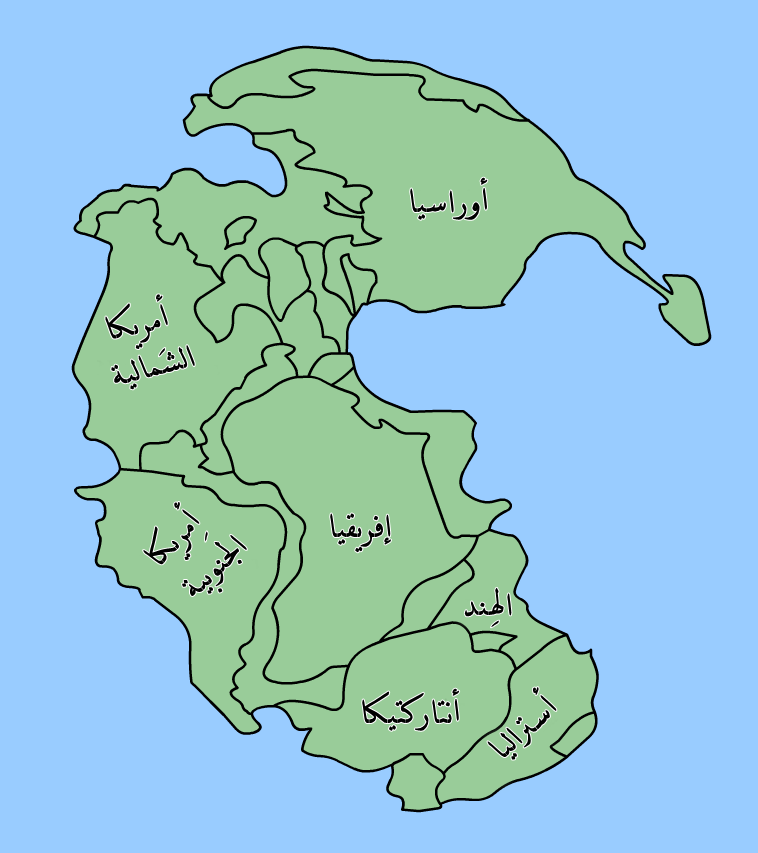
أبو المحيطات هو ذاك المحيط الأزرق المحيط بأم القارات العملاقة

في بدايات العصر البرمي كانت ولاية يوتا على رف قاري أحيانًا ما غمرته مياه أبو المحيطات مشكلة خليجًا. كان ذاك الجزء من لوراسيا على حافة قارية ساكنة شبيهة بالساحل الغربي الحالي لأفريقيا الاستوائية. إن التكوينات الناتجة هي جزء من تكوين كولتري يبلغ من العمر حوالي 250 إلى 290 مليون عام (كما يدعونه بالمجموعة محليًا) بحلول أول ترسيب لعضو تكوين الكولتر، تمركزت يوتا على خط الاستواء القديم تقريبًا، لكنها تزحزحت إلى دائرة عرض 10° شمالاً منذ حوالي 275 منذ مليون عامًا مضوا. خلال هذه الفترة تكونت رواسب الكولتر المكونة من أربعة عناصر: (من الأحدث إلى الأقدم)
- الوايت ريم (غطاء صخري مقاوم)]
- الأورجان الطفلي (مفقود محليًا)
- حجر هضبة سيدار ميسا الرملي
- الإليفنت كانيون (مدفون محليًا)

إن السيدار ميسا والوايت ريم وحدتي تكوين الحجر الرملي من تكوين الكولتر هما الوحيدتان المكشوفتان في الحديقة ولكن يصعب تمييزهما عن بعض، ولذلك غالبًا ما يتم معاملتهما بصفتهما وحدة استراتجرافية واحدة هناك. تتألف هاتان الوحدتان من كثيبات رملية متحجرة طبقية متقاطعة ربما ترسبت في بيئة ساحلية جدبة غمرتها مياه بحر ما بشكل دوري. تصنف حبيبات الرمل في مثل هذه التكوينات على حسب حجمهم وجودة استدارتهم فنجد فيه من الحبيبات الدقيقة جدًا وغيرها متوسطة الحجم.
يمكن العثور على منكشفات صخرية جيدة على عمق 800 قدم (240 مترًا) من السيدار ميسا و420 قدمًا (128 مترًا) من الوايت ريم المحليين في أساس جدول الكبريت وعند الجزء السفلي من جروف السيركل خارج الحدود الغربية للحديقة. في مناطق أخرى يوجد صخر الأورجان الطفلي بين السيدار ميسا والوايت ريم مع ظهروره أيضًا شرقي الحديقة. كلا الإليفنت كانيون، وصخر الأورجان المفقود مكشوفان على مقربة من حديقة كانيونلاندز الوطنية على بعد 60 ميلاً (100 كيلومتر) شرقًا (تصفح جيولوجيا منطقة الكانيونلاندز).
أما في وقت لاحق من العصر البرمي غزا بحر الكايباب الأراضي ورسب وحل جيري تحجر فيما بعد ليشكل من 0 إلى 200 قدم (60 مترًا) من حجر الكايباب الجيري السميك المحلي. إنه يطابق التكوين ذو اللون الرمادي الفاتح المائل للأبيض الذي يحف الغراند كانيون حتى الجنوب الغربي (تصفح جيولوجيا منطقة الغراند كانيون). تم اكتناف الأجزاء السفلية من هذا البحر طبقيًا بالرمال والغرين، هذا قبل أن يحول تدخل الماغنيسيوم (جسم من الصخور النارية يدخل في صخور أو طبقات أقدم منه) مكوناته الرئيسة، وحجره الجيري إلى دولوميت غني بالتشرت (حجر صلد من المرو مكسره غير مستو (ظران/صخر صواني)). بالنسبة للتكوين فهو يحتوي على حفريات لافقارية تتضمن مسرجانيات، ومرجانيات، وزنبقانيات، وبطنقدميات (ودعيات)، ورخويات المفصليات. يمكن رؤية منكشفات تكوين الجرف الصخرية لبحر الكايباب في الكابيتول ريف فقط في الأخاديد المنخفضة التي تقع في غرب الحديقة. ومع حلول منتصف العصر البرمي تراجع بحر الكايباب معرضًا قاعه للتعرية، مما أدى إلى ظهور قنوات بعمق 100 قدم (30 مترًا)، وظهور ثغرة في التسجيل الجيولوجي معروفة ب«عدم التوافق».

### متكون الموينكوبي (العصر الترياسي)

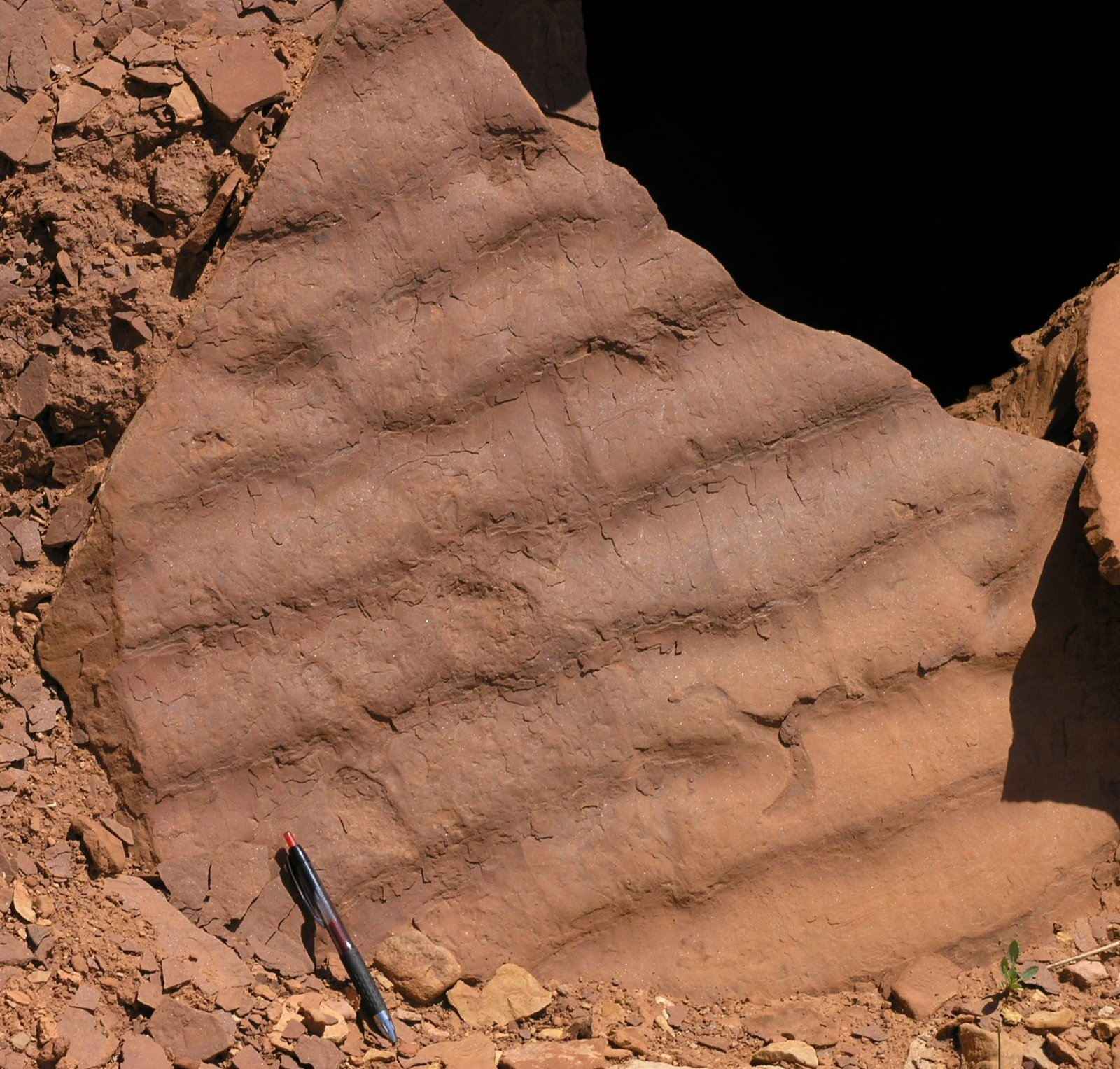
علامات النيم في صخر لتكوين موينكوبي.

كانت الظروف المناخية المحلية أكثر رطوبة واستوائية في بدايات العصر الترياسي عما كانت عليه من قبل. في منطقة الكابيتول ريف ينقسم متكون الموينكوبي الذي نتج إلى أربعة عناصر (من الأقدم إلى الأحدث):
- البلاك دراغون
- حجر السينباد الجيري
- التوري
- المودي كانيون

تنحدر مكاشف أعلى الموينكوبي المميزة على طول الجانب الغربي المواجه لجرف طية الواتربوكت. تسبب مرفع أرضي وتعرية جزئية تلته للموينكوبي في خلق عدم توافق ذا ستة ملايين عام من العمر تقريبًا، دام خلال منتصف العصر الترياسي كله.

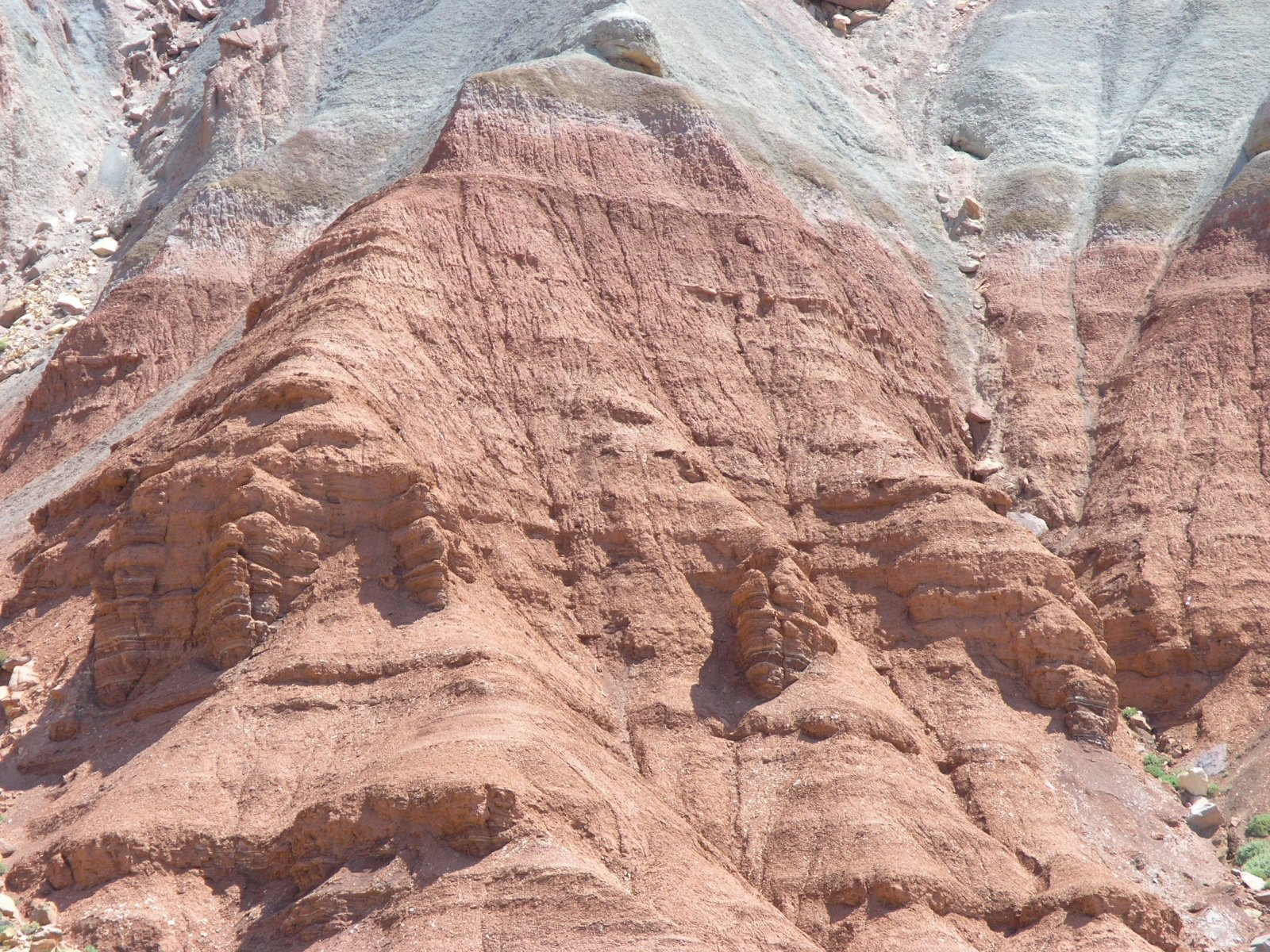
تكون المرينكوبي أسفل التشينيل فوق جرف أعلى درب أشجار الكابيتول ريف.

يمتد سمك البلاك دراغون المكون للمنحدرات من 50 إلى 110 قدمًا (من 15 إلى 34 مترًا)، ويتكون من رصيص ذي لون مائل للحمرة، وحجر رملي وغريني الذين من المحتمل أن يكونوا رسبوا على سهل ساحلي تُبع بمسطح مد. يكون فتات التشرت (حجر صلد من المرو مكسره غير مستو (ظران/صخر صواني)) المكون لحجر الكايباب الجيري جزءًا من الرصيص في قاعدة العضو، بينما تكثر علامات النيم وتصدعات الطين في الأجزاء العليا. كما تكثر أيضًا في الأجزاء العليا للعضو اكتنافات طبقية رقيقة من صخر كربوناتي وقليلاً من الحفريات.
في وقت لاحق من بدايات العصر الترياسي غمرت المنطقة أحفوريات غنية ووحل جيري إلى جانب كميات صغيرة من الرمال، والغرين في هيئة خليجًا مؤقتًا من المحيط مما أدى إلى ظهور عضو الموينكوبي أي حجر السينباد الجيري المحلي الضارب إلى الصفرة الذي يبلغ سمكه من 70 إلى 140 قدمًا (من 21 إلى 43 مترًا). تضمنت هذه الطبقة من الحفريات اللسين جنس المسرجانيات والآمونيت جنس الميكوسيراس.
بعد تراجع البحر عاد مد المسطح لفترة وجيزة مما أنتج الحجر الغريني، والحجر الرملي دقيق الحبيبات من عضو توري الموينكوبي المحليين ذوي اللون ما بين البني المائل للحمرة إلى الكستنائي الذين يبلغ سمكهما من 250 إلى 320 قدمًا (من 76 إلى 98 مترًا). تظهر بعض الطبقات دقيقة الحبيبات علامات نيم وتصدعات طين بينما للحجر الرملي تطبق رأسي ذا زاوية منخفضة. تم العثور على مسارب متحجرة في هذه الطبقة ما بين صغيرة وكبيرة من برمائيات وزواحف بالإضافة إلى صبات من الهاليت.
أما عضو المودي كانيون هو أصغر أعضاء الموينكوبي الذي يبلغ سمكه ما بين 320 إلى 430 قدمًا (من 98 إلى 320 مترًا). ينقسم المودي كانيون بشكل عام إلى وحدتين:
- وحدة تشكيل منحدر سفلية تبلغ سمكها من 200 إلى 300 قدمًا (من 60 إلى 90 مترًا) من الحجر الغريني البني المائل للحمرة.
- وحدة تشكيل جرف علوية تبلغ سمكها من 120 إلى 130 قدمًا (من 37 إلى 40 مترًا) ذات حجر غريني برتقالي مائل للحمرة.

حوالي 30 إلى 40% من حجر الوحدة العلوية يكون نيم مرقق بينما تكون الوحدة السفلية غير منتظمة بأي ترقق رأسي. توجد بعض المكاشف الجيدة من الوحدة العلوية ذات النيم المرقق في الجزء السفلي للمعبد المصري.

### متكون التشينيل (العصر الترياسي)

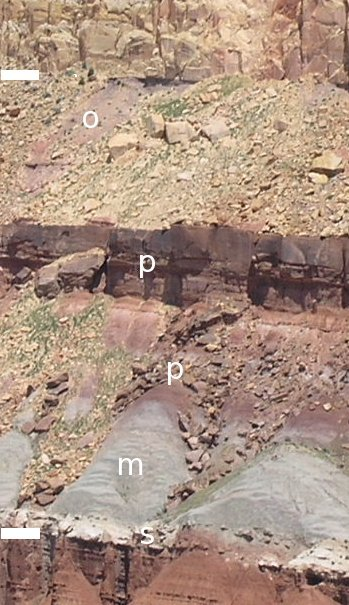
عرض لكل عضو في قسم لتكوين التشينيل في منطقة الكابيتول ريف: عضو تلة المونيتور الخيمية (m)، وحدتي عضو الغابة المتحجرة (p)، وعضو صخر الأوُل (o) الذي حجبته جزئيًا بقايا الينجيت. Non-cropped image

في نهايات العصر الترياسي غمرت مياه حوض نهر ذي نظام معقد عال السرعة إلى حد ما معظم يوتا الجنوبية. تم العثور على أعضاء متنوعة من متكون التشينيل التي نتجت على معظم سطح هضبة كولورادو. ساعد النهر على خلط الأخشاب، والرمال، والوحل، والرماد البركاني الذي نقلته الرياح من الثورات البركانية البعيدة حين تم نقلهم في حوض مياه راكدة ليشكلوا التشينيل. تراكمت أملاح اليورانيوم في هذا المتكون على هيئة كميات يمكن فصلها عن بعض اقتصاديًا، وهكذا تكون الخشب المتصخر (من المحتمل أن وجود الرماد البركاني قد ساعد عملية التصخر). أعضاء التشينيل الموجودون في منطقة الكابيتول ريف هم (من الأقدم للأحدث):
- الشينارامب
- وتلة مونيتور الخيمية
- والغابة المتحجرة
- وصخر الأوُل

تشكل الأربعة معًا المنحدرات الدائرية الأورجوانية، والبرتقالية، والتلال، الذين أحيانًا ما يكونوا أعلى الجروف البيضاء بطول طية الواتربوكت باتجاه الغرب.
ترسبت طبقات متقطعة من الرواسب في قنوات واسعة وتآكلت في تكوين الموينكوبي، مكونة عضو الشنارامب من متكون التشينيل المكون للجروف ذو اللون ما بين الأبيض إلى الرمادي الضارب إلى الصفرة الذي يبلغ سمكه من 0 إلى 90 قدمًا (من 0 إلى 27 مترًا). ي تكون الشسنارامب من زوايا منخفضة ثم مرتفعة متقاطعي التطبق وفتات حجر رملي متراوح بين الدقيق، والخشن مكتنف طبقيًا مع رصيص. هنالك منكشفات صخرية جيدة للشينارامب قرب المدخل الغربي للحديقة مزودًا بخصائص مماثلة لتلك التي يتميز بها المعبد المصري وصخرة التشيمني بينما تختفي في الشرق كل آثاره. غالبًا ما تكون الأعضاء أعلى الشينارامب أدق، نتيجة لبطء تيار النهر الذي رسبهم.
نزح بعد ذلك نهر إلى الشمال وتحول إلى بحيرة كبيرة أو مستنقع. نتيجة لذلك ترسب صلصال البنتونيت الغني (تكون من الرماد البركاني الناجم عن براكين قريبة)، ورمال موحلة متطبقة التقاطع مع بعض الاكتنافات الطبقية وعدسات من الوحل الجيري. في النهاية هذا هو ما كون الحجر الصلصالي ذا اللون الأورجواني المائل للرمادي، والحجر الرملي، والصخر الكربوناتي التابعين لتلة المونيتور الخيمية التابعة للتشينيل.
حفرت الأسماك الرئوية جحور في تلة المونيتور الخيمية قطرها 5 بوصات (13 سم)، وطولها 5 أقدام (1.5 مترًا). يمكن تمييز هذا العضو بسهولة ابتداءً من المنحدرات السفلى إلى المتوسطة في الوجه الغربي من طية الواتربوكت في أماكن مثل الكاسل وبطول الجرف شمالي طريق الولاية 24 بدخوله الحديقة.
غمرت أنهار شديدة التعرج المنطقة في أواخر العصر الترياسي، مكونة رسوبيات عضو الغابات المتحجرة للتشينيل. تلك الغابات المتحجرة مكونة من الحجر الغريني ذي التطبق المتقاطع الغني بالبنتونيت البرتقالي المائل إلى الحمرة، والحجر الرملي ذي الحبات الدقيقة الصلصالية (الكوارتز). يشكل الجزء السفلي من هذا العضو المنحدرات الأخدودية العميقة، ويشكل الجزء العلوي جرف صلب معروف باسم «طبقة الكابيتول ريف.» تم العثور على العقيدات الكربوناتية مع الأحفوريات ذات الصدفتين، والنجو المتحجر، والقواقع البحرية، ولوحات الأسنان، ورباعيات الأرجل في عضو الغابات المتحجرة.
سيطرت ترسبات سلاسل البحيرات على السجل الجيولوجي الناتجة في تركيب عضو صخرة الأوُل للتشينيل المحلية ذات السمك البالغ من 150 إلى 200 قدم (من 45 إلى 60 مترًا). تتكون صخرة الأوُل من حجر طيني أورجواني وبرتقالي، وحجر رملي دقيق الحبيبات، وحجر غريني مع كتل، وكلسيت دقيق التبلور لحجر جيري مكتنف طبقيًا لونهم ما بين أخضر إلى وردي مرقش ذا سمك من 1 إلى 10 أقدام (من 30 إلى 300 سم). يوجد أعلى صخرة الأوُل تشققات صخرية متحجرة نتيجة جفاف يصل عرضهن إلى 4 بوصات (10 سم)، وعمقهن إلى 3 أقدام (مترًا)، لكنهم ملئن برمال من حجر الينجيب الرملي أعلاهن. تم العثور في هذا الصخر أيضًا على آثار لحفريات ناتجة من جحور أسطوانية الشكل، وأحفوريات صدفية. يتم نحت صخرة الأوُل لتصبح منحدرات غير منتظمة الشكل توجد مباشرة أسفل حجر الينجيت الرملي بطول الوجه الغربي لطية الواتربوكت.

### مجموعة الغلين كانيون (العصر الجوراوي أو الثلاثي)

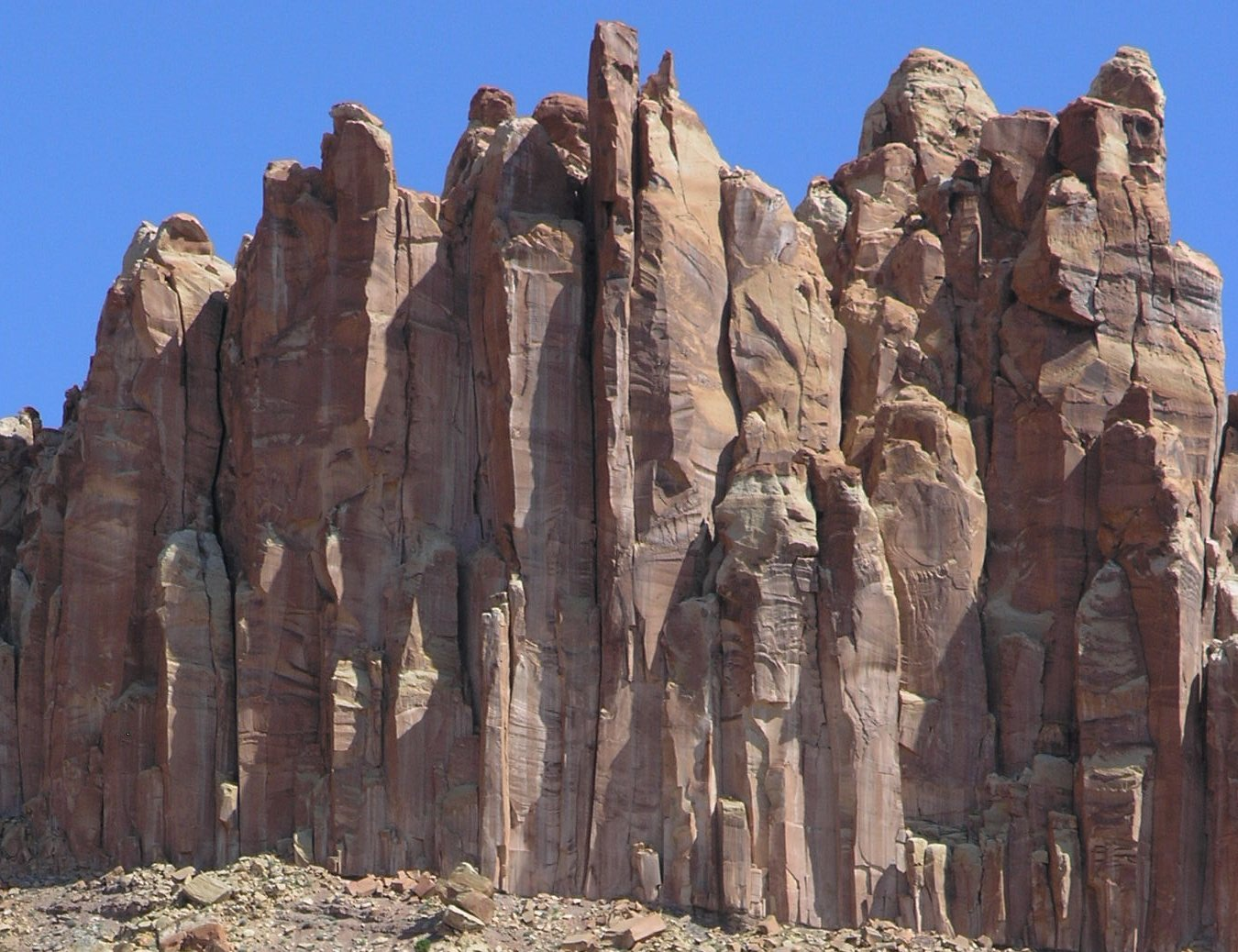
حجر ينجيب الرملي مغطي الكاسل. Non-cropped image

ترسبت الثلاثة تكوينات لمجموعة الغلين كانيون منذ منتصف العصر الترياسي إلى أواخره، حيث كان الجدب مرتفعًا. من ثم كانت حركة صفيحة أمريكا الشمالية المتجهة باتجاه عقارب الساعة إلى الشمال تعمل على إدخال المنطقة ببطء في حزام مناخي أكثر جفافًا. أوضح اتجاه التطبق المتقاطع لكثيبات الرمال في تكوين مجموعة الغلين كانيون أن الرياح السائدة من الشمال نقلت الرمال إلى المنطقة. إن منكشفات الثلاثة تكوينات لمجموعة الغلين كانيون الصخرية هم أكثر طبقات الصخور وضوحًا في نتوء طية الواتربوكت. يصل سمكهم معًا من 1500 إلى 2700 قدم (من 460 إلى 820 مترًا) مما يجعلهم ظاهرين في الكثير من الأقواس، والقباب، وشقوق الأخاديد في الكابيتول ريف. ها هم مرتبين من الأقدم (الأكثر انخفاضا) إلى الأحدث (الأعلى)؛
- حجر ينجيب الرملي
- متكون الكاينتا
- حجر نافاجو الرملي

تتحرك الكثيبات الرملية للأمام وللخلف على شاطئ بحر الصن دانس منتجة بذلك حجر ينجيب الرملي المشكل للجروف ذا سمك يصل إلى 350 قدمًا (107 مترًا). يتكون هذا المتكون من كثيبات رملية متحجرة برتقالية اللون ذات تطبق متقاطع صنعت من رمال الكوارتز ذات الحبيبات الدقيقة المستديرة. تم العثور على منكشفات صخر الينجيت تغطي الخندق الغربي لطية الواتربوكت، تسهل رؤية بضعة أمثلة بالقرب من مركز الزوار في الفروتا كليفز، وفي الكاسل.

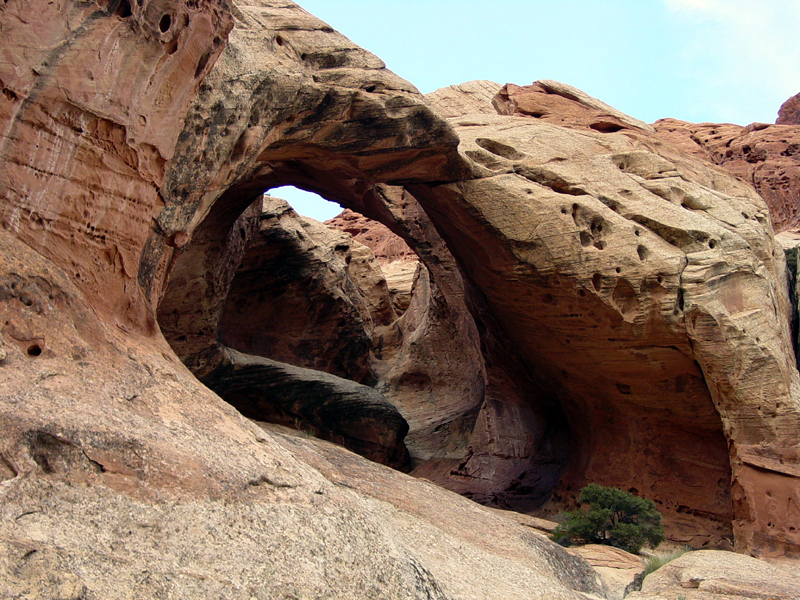
قوس مزدوج في تكوين الكاينتا (USGS).

في وقت لاحق من العصر الترياسي أصبح المناخ أكثر رطوبة. رسبت أنهار بطيئة الحركة متجهة للجنوب الغربي طبقات رملية رقيقة وغيرها من الغرين، والوحل، والحصى في قنوات فوق سهول منخفضة، وفي بحيرات. تم العثور على آثار أقدام الديناصورات وشبيهات التماسيح المتحجرة في شبيهات الثدييات في متكون الكاينتا المكون لمنحدرات الحافات ذي سمك يصل إلى 350 قدمًا (107 مترًا). الكاينتا تنقسم إلى ثلاث وحدات؛ حافة سفلية، وجرف متوسط يسيطر عليهم حجر رملي ذو تطبق متقاطع، ومنحدر علوي يحتوى نسبيًا على حجر غريني أكثر. يصعب اكتشاف الاتصال بين الينجيت والكاينتا نظرًا لألوانهما، وحجم حبيباتهما المتشابهين. لكن هنالك مكان حيث يكون الاتصال الأسهل لكي تتم ملاحظته، وهو غرب طريق الولاية 24 بطول نهر الفريمونت عند الميل 82.

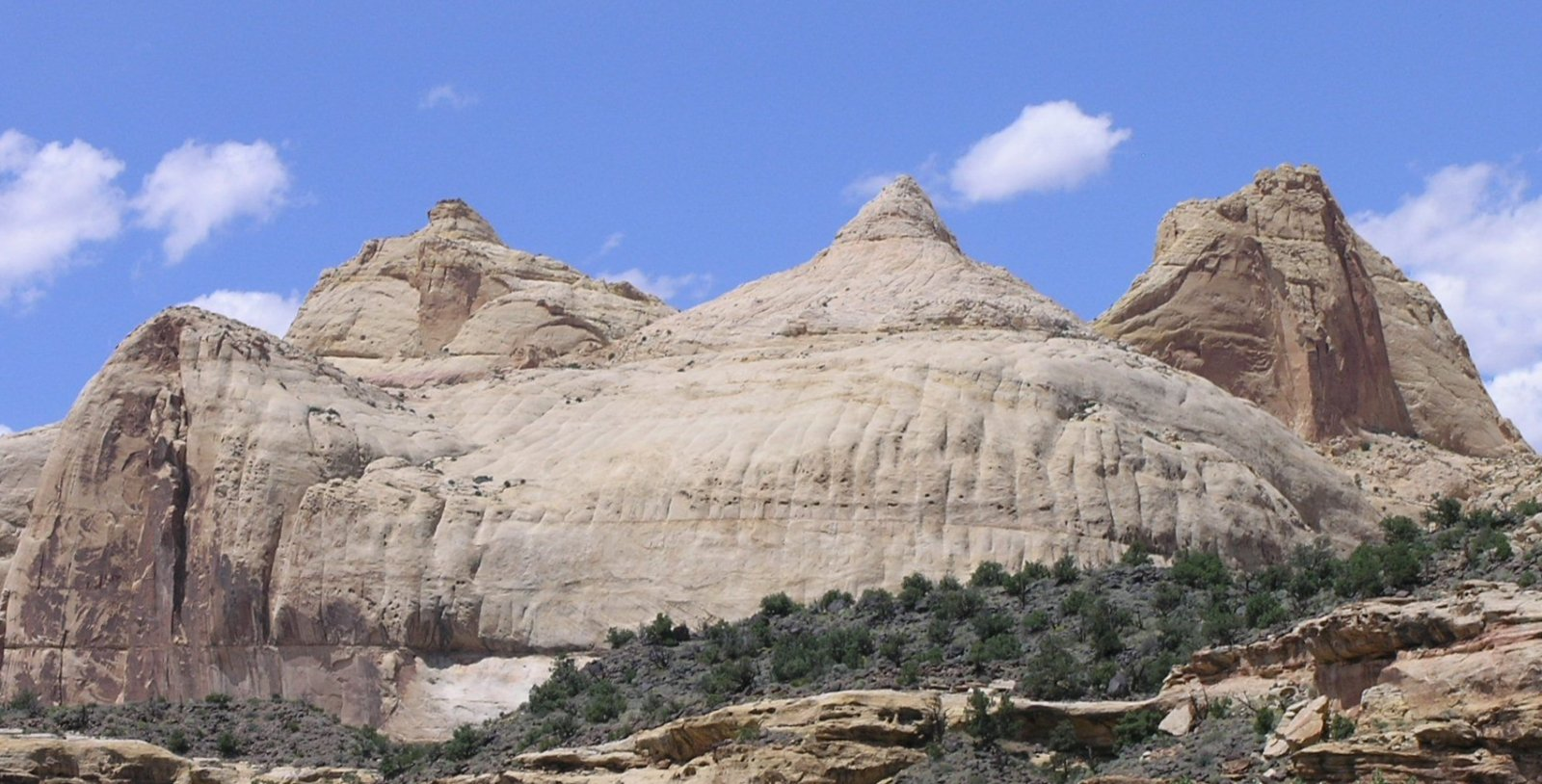
قبة الكابيتول المكونة من حجر نافاجو الرملي

غزت المنطقة صحراء كبيرة قاحلة في ذاك الوقت يدعوها الجيولوجيون أرغًا وغطت المنطقة ب800 إلى 1100 قدم (من 240 إلى 335 مترًا) من الكثيبات الرملية المتحجرة ذات اللون الأبيض المائل إلى البرونزية. وكانت نتيجة المتكون ما يدعى بحجر نافاجو الرملي، الذي يتألف من حجر رملي نظيف جدًا ذي تطبق متقاطع مع رمال مجمدة جيدة الاستدارة، ودقيقة الحبيبات بشكل عام. وصل هذا الغطاء إلى أكبر سمك له وهو 2000 قدم (610 مترًا) في حديقة زيون الوطنية (تفحص جيولوجيا منطقة زيون وكولوب كانيونز). يصل تكوين النافاجو ذو التطبق المتقاطع إلى متكون الأخاديد منحنية الأضلاع، والقباب المستديرة مثل قبة الكابيتول والنافاجو. كما تشكل جروف هائلة، وكتل في أماكن أخرى. من ثم سوت عمليات تعرية لاحقة أعالي الكثيبات الرملية ونقلتهم ليصبحوا طبقات ذا سمك يصل إلى 60 قدمًا (18 مترًا) من السهل تمييزهم.

### مجموعة سان رافييل (العصر الجوراوي)

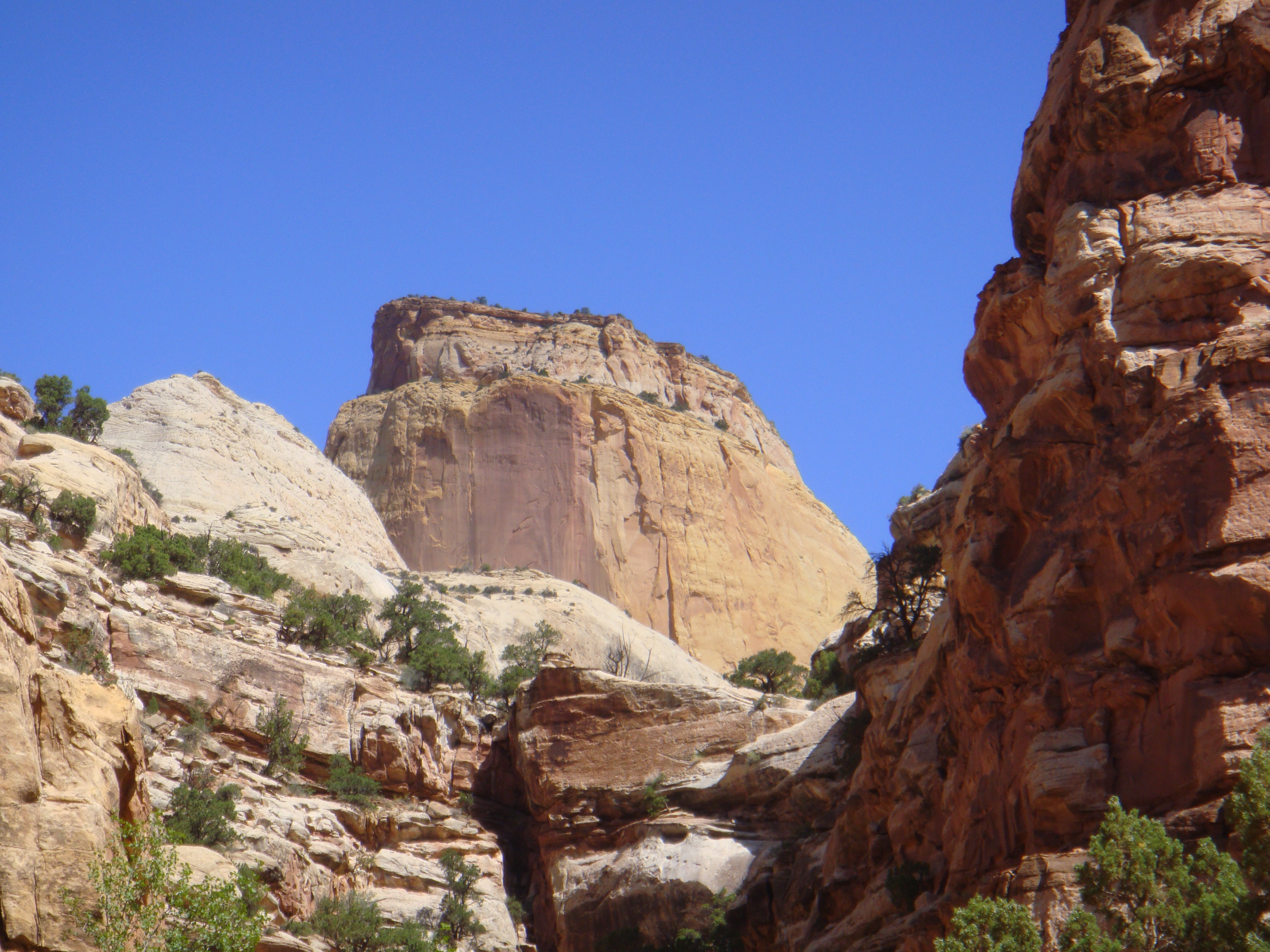
جبل الجولدن ثرون، وتكوين صخري في حديقة الكابيتول ريف. بالرغم من اشتهار الحديقة بقباب حجر نافاجو الرملي البيضاء، فإن لو هذه القبة نتج من قسم طويل من كربونات تكوين الكارمل التي كونت الصخر السفلي.

غمرت تغييرات متكررة لكن وجيزة في متوسط مستوى مياه البحر المنطقة باستمرار منذ منتصف العصر الجوراوي إلى أواخره بإمدادات ضحلة من المحيط، مما أنتج مجموعة السان رافييل المكونة من أربعة تكوينات تم ترسيبها فوق سطح التعرية المحلية لمجموعة الغلين كانيون التي يمكن العثور عليها. تكوينات مجموعة سان رافييل هم (من الأقدم إلى الأحدث)؛
- حجر بايج الرملي
- متكون الكارمل
- حجر انترادا الرملي
- متكون الكيرتس
- متكون السامرفيل

توجد تكوينات السان رافييل على الميل الشرقي لطية الواتربوكت.
كانت الأحوال المناخية لا تزال جافة عندما تم ترسيب حجر بايج الرملي المحلي الذي يبلع سمكه من 0 إلى 100 قدم (من 0 إلى 30 مترًا) بعيدًا عن حركة المد والجزر العالية، لكن قرب شاطئ لبحر مرتفع (ظروف تشبه السبخة). يتكون المتكون من ثلاث أعضاء؛
- هاريس واش
- الجود هوللو
- الثاوزاند بوكتس

تم ترسيبهم معًا أعلى كثيبات نافاجو الرملية حيث غمر البحر الصحراء الشاسعة ببطء. يمكن رؤية بروز تابع لعضو الجود هوللو عند الميل 86,5 حيث ينحدر جرف أحمر أعلى نهر الفيرمونت. إن الحجر الرملي ذا التطبق المتقاطع أعلى الجرف الأحمر هو مثال على عضو الثاوزاند بوكتس.

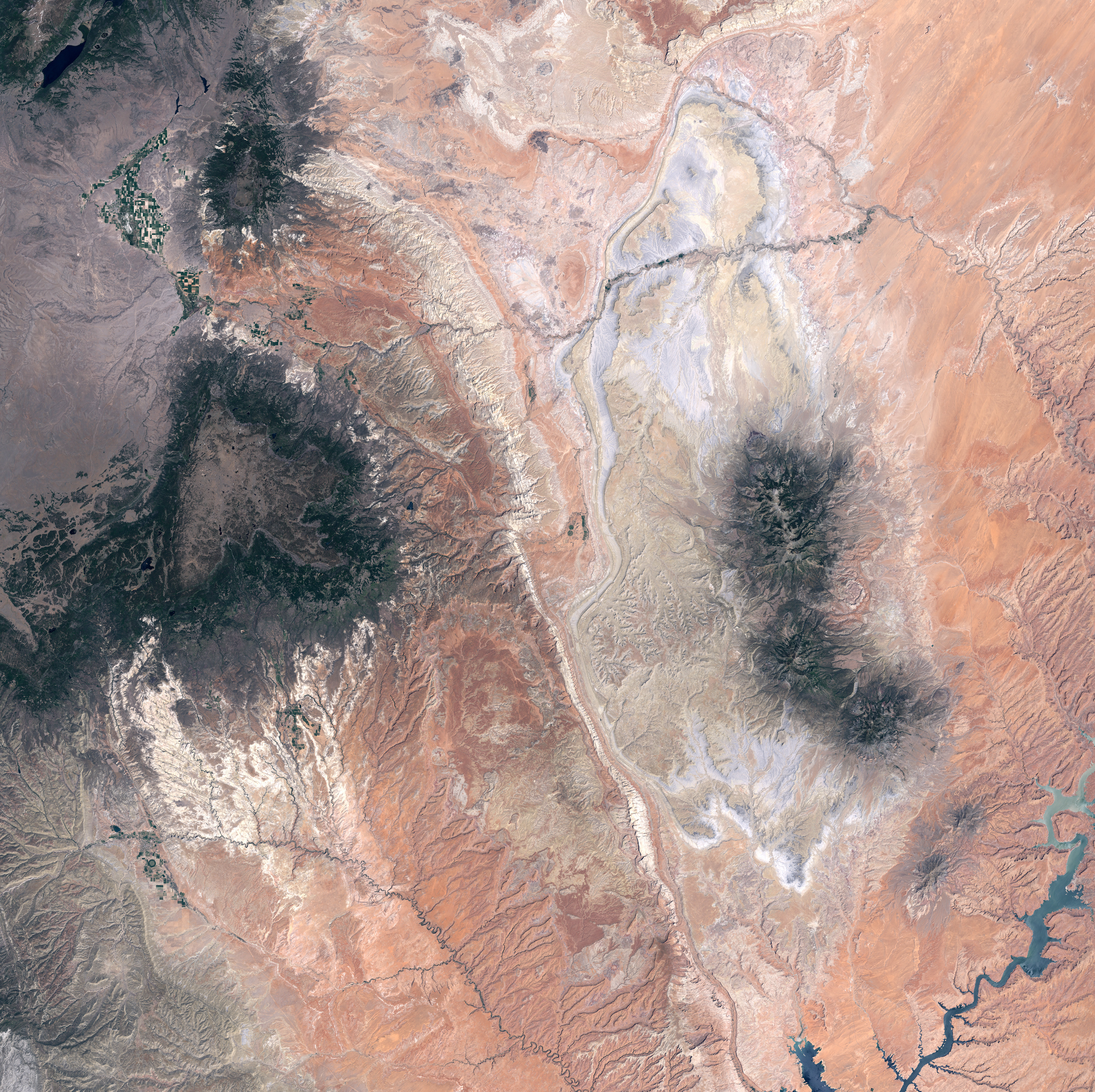
عبور نهر الفيرمونت في طية الواتربوكت في النصف العلوي من صورة القمر الاصطناعية هذه بينما يقسم خط الريف الأبيض الجزء السفلي.

في منتصف العصر الجوراوي ترسب الجبس، والرمال، والغرين الكلسي في ما يمكن اعتباره أخدودًا تغطيه مياه البحر باستمرار، في مكان مثل هذا تلت عمليات التبخر الفيضانات المتكررة، مما أنتج متكون الكارمل الذي يتألف من 200 إلى 1000 قدم (من 60 إلى 300 متر) حجر غريني، وحجر طيني، وحجر رملي لونهم بني مائل إلى الحمرة، الذين يُتبعوا في نمط نطاقي بحجر جيري جبسي غني بالأحفوريات لونه أبيض مائل للرمادي. تحتوي الأحفوريات على ذوات الصدفتين البحرية،

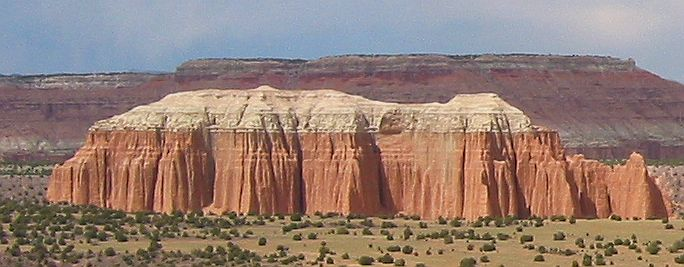
يغطي تكوين الكيرتس حجر انترادا الرملي في وادي الكتدارئية Non-cropped image

والأمونيت. تمت إزالة معظم الكارمل من قمة طية الواتربوكت، لكن مازال يمكن رؤية منكشفات صخرية تغطي الجولدن ثرون، وقباب علوية مختلفة في المنطقة.
في وقت لاحق عادت إلى المنطقة بيئة شاطئية محاطة بجزر حاجزية، وحواجز رملية، ومسطحات المد. أدت ترسبات الرمل، والغرين إلى خلق حجر انترادا الرملي البرتقالي المائل إلى الحمرة الذي يبلغ سمكه من 400 إلى 900 قدم (من 120 إلى 275 مترًا). أدى نظام تفصّل مميز في الانترادا إلى تكوين الكاتدرائيات، والكتل في وادي الكاتدرائية في الكابيتول ريف، وتكوين الأقواس في حديقة الآركس الوطنية، هذا غير تكوين الجوبلينز (أي العفريت وهو اسم محلي للنحس) في حديقة دولة وادي الجوبلين. صنعت معظم مكاشف الانترادا التي في الجزء الجنوبي من الحديقة من حجر غريني ذي تطبق مسطح تم نحتها لتصبح منحدرات. أما إذا اتجهنا إلى الشمال، فسنجد مكاشف الانترادا تصبح غنية أكثر بالحجر الرملي ذي التطبق المتقاطع الذي تم نحته ليصبح جروف قليلة الانحدار شيئًا فشيئًا.
تم ترسيب رمال دقيقة الحبيبات مع خليط من الغرين، والجير المفتت فكانت رسوبيات أعلى حجر انترادا الرملي، ليشكلوا متكون الكيرتس المقاوم للتعرية الذي يبلغ سمكه من 0 إلى 175 قدمًا (من 0 إلى 53 مترًا). تشير سيليكات بوتاسيوم الحديد الخضراء التي تسمى الجلوكونيت في تكوين الكيرتس أنها ترسبت في بحر ضحل. توجد منكشفات كيرتس الصخرية ذات اللون الأخضر الفاتح المائل للرمادي كغطاء في الإقليم الشمالي للحديقة بينما تختفي محليًا في الجزء الجنوبي.
عاد المد المسطح حين انحسر البحر الضحل الذي كون متكون الكيرتس عن الأرض. كما ترسبت طبقات رقيقة من حجر طيني بني مائل إلى الحمرة بالتناوب مع طبقات حجر رملي، وآخر جيري أقل ترددًا منه، لونهم رمادي مائل إلى الخضرة على هيئة رواسب أنتجت متكون السامرفيل المحلي ذا سمك يتراوح ما بين 50 إلى 250 قدمًا (من 15 إلى 75 مترًا). فيما بعد تم نحت هذا المتكون ليصبح جروف، ومنحدرات بارزة يمكن رؤيتهن أعلى غطاء كيرتس الصخري في وادي الكاتدرائية. يمكن أيضًا العثور على تشققات الطين المتحجرة، وعلامات النيم في الكيرتس مع طبقات غنية بالجبس يصل سمكها إلى 28 قدمًا (8,5 مترًا).

### متكون الموريسون (العصر الجوراوي)

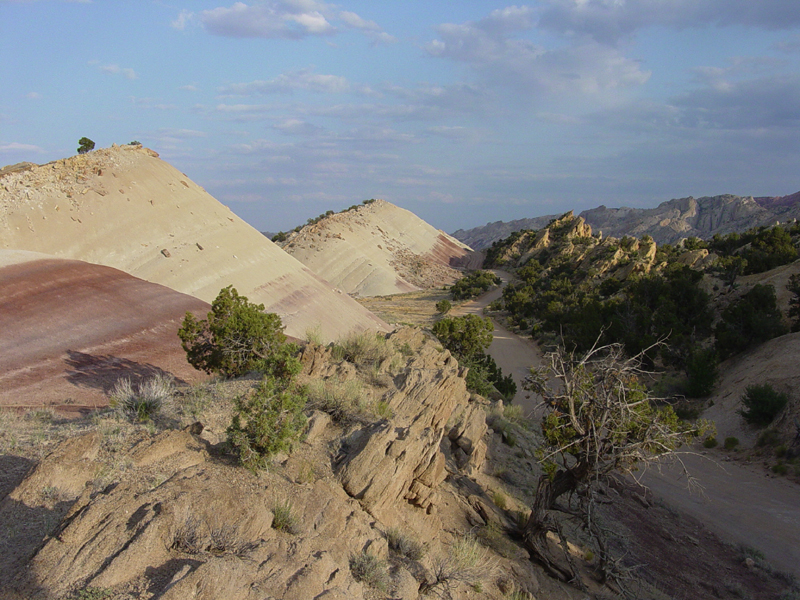
تكوين الموريسون على مقربة من طريق النوتوم-بالفروج (USGS).

لمرة ثانية فوق متوسط مستوى البحر أثناء العصر الجوراوي المتأخر رسبت أنهار طين ورمال في قنواتها، وفي قيعان البحيرات، وفي سهول المستنقعات، مما أنتج متكون الموريسون الذي ينقسم محليًا إلى ثلاثة أعضاء (من الأقدم إلى الأحدث)؛
- عضو التيدويل
- سالت واش
- برَشي باسين

من الصعب التعرف محليًا على عضو التيدويل الذي يبلغ سمكه حوالي 50 إلى 100 قدم (من 15 إلى 30 مترًا)، ولهذا قد، أو قد لا يكون موجود في صخور المنطقة. لذلك من الأسهل تحديد منكشفاته الصخرية ودراستها في مكان آخر جنوب شرق يوتا الذي شير إلى أنه رُسب في بحيرة شاطئية (لاجون) شديدة الملوحة.
رسبت بعد ذلك أنهار متعرجة الصلصال؛ والطين؛ والغرين؛ والرمال، والحصى ذوي التطبق المتقاطع في سهول فيضية لتشكل عضو السالت واش المحلي ذا سمك يصل من 100 إلى 500 قدم (من 30 إلى 150 مترًا). بعد ذلك تم نحت طبقات حجر الطين، وحجر الصلصال من هذا العضو لتصبح منحدرات رمادية يمكنها عرض اللون الأحمر، والأصفر، والأخضر. يصنف حجر السالت واش باعتدال بأن حبيباته تتراوح بين الدقيقة، والمتوسطة، بينما تتكون طبقات رصيص الحصى من تشرت (حجر صلد من المرو مكسره غير مستو (ظران/صخر صواني)) مع كميات من الحجر الجيري الغني بالسيليكا. تم نحت كلا النوعين إلى حافات وجروف صغيرة. تم استخراج السالت واش محليًا في الخمسينيات كي يتم استخلاص اليورانيوم الخام منه.
يتألف عضو البرَشي باسين ذو السمك 200 إلى 350 قدمًا (من 6 إلى 105 مترًا) من حجر صلصالي، وحجر طيني، وحجر غريني مع كميات قليلة من الرصيص، والحجر الرملي. الصلصال في هذا العضو غني بمعادن الصلصال (Smectite) ولهذا غالبًا ما يتضخم حين يكون رطبًا، وجافًا ليصبح سطح مفتت شبيه بالفشار. تتوفر عظام الديناصورات المتحجرة في هذا العضو في عدة أماكن في يوتا وغرب كولورادو. غالبًا ما تكون العظام مبددة مما يجعل تحديدها أمرًا صعبًا، لكن تم العثور على هيكل عظمي كامل تقريبًا في قاع بحيرة، وفي صلصال سهول فيضية. يمكن رؤية مكاشف جيدة لعضو البرَشي باسين في تلال البنتونيت.

### تكوينات جبل السيدار، وداكوتا (العصر الطباشيري)

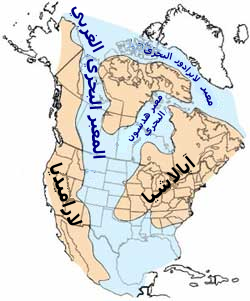
كانت منطقة ريف الكابيتول على حافة بحر حافي (شبه مغلق) لفترة طويلة من العصر الطباشيري (USGS).

أتت بدايات العصر الطباشيري برسوبيات قارية نقلتها الأنهار للمنطقة، فتراكم الحجر الرملي، والحجر الطيني مشكلين حوالي 166 قدمًا (50,5 مترًا) من متكون جبل السيدار المشكل للمنحدرات. يقل في شمال، وشرق الحديقة عضو باكهورن الرصيصي الذي يبلغ سمكه 73 قدمًا (22 مترًا)، بينما يختفي تقريبًا داخلها، مما يجعل تمييز الموريسون المدفون مهمة صعبة من جبل السيدار ذي اللون الأكثر فتوحًا إلى حد ما. في هذا المتكون تم العثور على مخلوقات المياه العذبة مثل الرخويات، والصدفيات، وأيضًا الديناصورات، وحراشف السمك، وحبوب اللقاح، وجنس من السراخس يسمى التيمبيسكيا.
أصبح الهامش القاري الكسول نشيطًًا حين بدأت صفيحة الفارالون الغوص أسفل صفيحة أمريكا الشمالية. يطلق الجيولوجيون على الحركة ألبانية للجبال الناتجة الأوروجين السيفير. فصلت قوى ضاغطة الوحدات الرسوبية عن صخور قواعد هن ما قبل الكمبرية في يوتا الغربية، ونيفادا؛ ثم دفعتهم باتجاه الشرق، منتجة بذلك سلسلة جبال عالية تكونت باتجاه الغرب أدنت الكثير من أراضي يوتا مما أجاز غزو البحر. هذا تحول فيما بعد إلى بحر كبير في العصر الطباشيري يعرف باسم الطريق البحري الغربي الداخلي، الذي ظل يقسم أمريكا الشمالية بشكل دوري.
في بدايات العصر الطباشيري ترسبت رسوبيات حجر داكوتا الرملي غير البحري، الذي يبلغ من العمر حوالي 94 إلى 100 مليون عامًا على شاطئ الطريق المذكور سالفًا. يتكون المتكون الذي سمكه يصل إلى 150 قدمًا (45 مترًا) من حجر رملي دقيق الحبيبات لونه برونزي مائل للرمادي المائل للبني غني بالكوارتز ومكتنف طبقيًا مع طبقات رقيقة من طفل غني بالكربون، وفحم، ورصيص.
تم العثور على خشب متحجر في الجزء السفلي من المتكون، بينما تكون ذوات الصدفتين المتحجرات مثل الكوربولا، ومحار البايكنودونتي نيوبيريا في الطبقات العليا. يدل هذا التقدم الأحفوري على سجل للفياضانات التي كان من شأنها خلق الطريق البحري. من ثم تعرضت داكوتا للنحت حتى تمت إحالتها إلى جروف صغيرة، وأحياد/حُيُود ظهر الخنزير اللائي نراهم في القسم الجنوبي من الحديقة.

### طفل المانكوس ومتكون الميسافيردا (العصر الطباشيري)
منذ حوالي 85 إلى 94 عامًا مضوا، تقدم الطريق البحري، ثم انحسر عن الأرض حين رسب طفل المانكوس، الذي يتكون معظمه من الطفل، رغم وجود عضوين فيه من الحجر الرملي الذي تم ترسيبه حين تدنى متوسط مستوى سطح البحر نسبيًا، وهم الفيرون، والمولي كانيون. ها هم خمسة أعضاء المانكوس (من الأقدم إلى الأحدث):
- طفل الطننك
- حجر فيرون الرملي
- طفل البلو جايت
- المولي كانيون، والماسوك

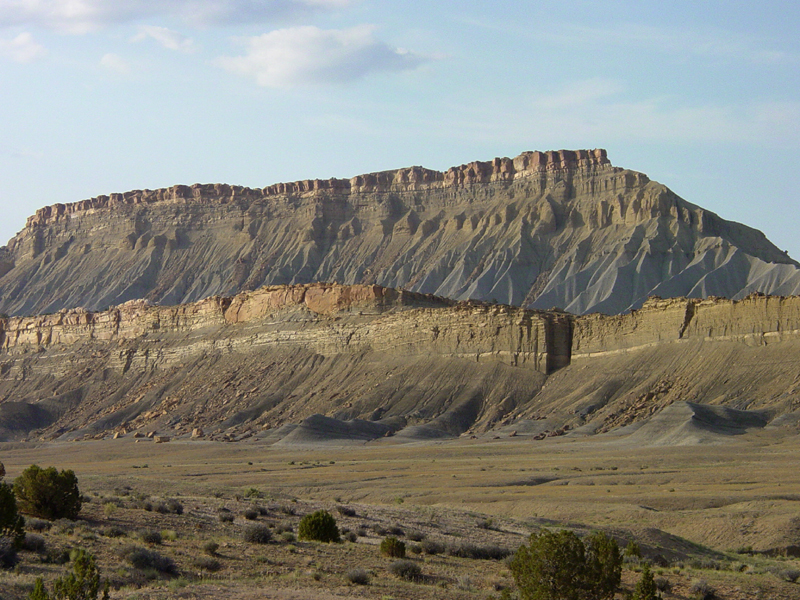
منحدرات طفل المانكوس بطول الجهة الشرقية من وادي السترايك (USGS)

يمكن العثور على أجزاء من هذا المتكون في بعض الهضاب، والتلال في الجزء أقصى الجنوبي من الحديقة، وفي الأراضي الوعرة شرقها.
خلقت الظروف البحرية المكشوفة عضو طفل الطننك المكون للمنحدرات والخنادق العميقة، ذا السمك 40 إلى 720 قدمًا (من 12 إلى 220 مترًا)، الذي يتكون من طفل رمادي مائل للزرقة مع حجر طيني مكتنف طبقيًا، وحجر رملي دقيق الحبيبات، وحجر غريني. إن طفل الطننك غني بالحفريات محليًا وتم تشكيله إلى منحدرات. توجد مكاشفه بشكل كبير في البلو ديزيرت جنوب شرق وادي الكتدرائية حيث يحتوي على عينات متحجرة من رأسيات الأرجل، وذوات الصدفتين، وحراشف الأسماك.
امتدت حينئذ دلتا مائجة، ونهر على سطح المنطقة صانعة بذلك حجر فيرون الرملي المكون للجروف ذا السمك 205 إلى 385 قدمًا (من 62 إلى 117 مترًا)، الذي يتكون من حجر رملي دقيق الحبيبات بني بالإضافة إلى حجر رملي أبيض ذي تطبق متقاطع، وطفل رمادي مكتنف طبقيَا غني بالكربونات. توجد الإنوسيراماس (جنس من الأحفوريات البحرية شبيهة محار اللؤلؤ)، وآثار أحفوريات ذوات الصدفتين البحرية التابعة للأوفيومورفا (جحور حيوانات تعيش قرب الشواطئ) في الجزء السفلي لهذا العضو. يحتوي حجر الفيرون الرملي في شمال المنطقة على رقائق الفحم في جزئه العلوي، مما شجع بعض جيولوجيين البترول على دراسة هذا العضو لتخطيط المناطق الحاملة للنفط.

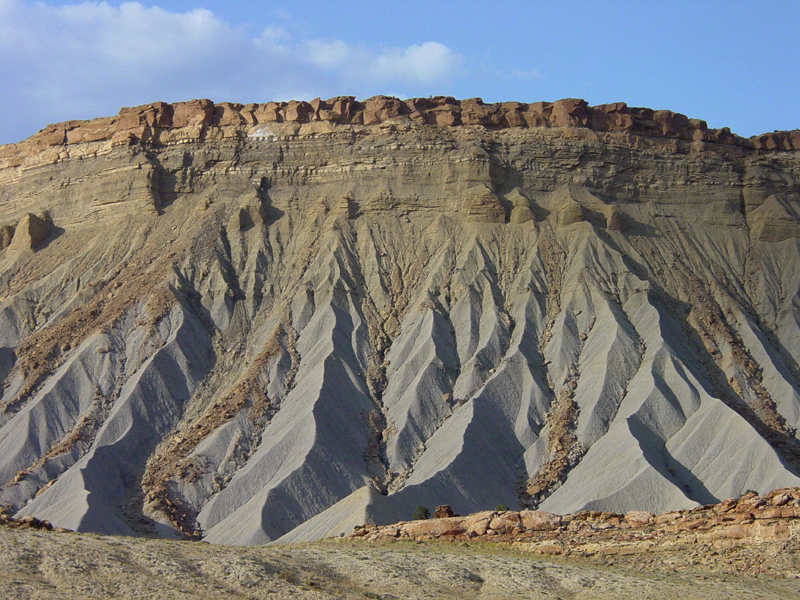
أراض وعرة من طفل المانكوس.

عادت الظروف البحرية المفتوحة من جديد في أواخر العصر الطباشيري مكونة طفل البلو جايت المكون للمنحدرات الذي يبلغ سمكه 1200 إلى 1500 قدم (من 365 إلى 460 مترًا). يتكون هذا العضو من صلصال غني بالبنتونيت، وحجر غريني إلى جانب بعض الحجر الرملي. تم نحته إلى منحدرات ذات خنادق عميقة تشبه في مظهرها طفل الطننك. تمت الاستفادة من وجود نوعين من المنخربات العوالقية في البلو جايت العلوي، ودوديات وتشوتونايس الكليوسكافايتس في تأريخ عمر هذا العضو.
لمرة ثانية اقترب شاطئ قديم من المنطقة مما أنتج متكون عضو المولي كانيون المحلي الذي يصل سمكه من 300 إلى 400 قدم (من 90 إلى 120 مترًا)، الذي يتألف من حجر رملي دقيق الحبيبات متساو طبقيًا، وطفل غني بالكربون. توجد طبقات الفحم في أجزاء العضو العلوية مشيرة إلى ظروف طبيعية ساحلية قارية حينئذ.
ترسبت طبقات لبحر ضحل رسوبية أو لغيره بالتناوب حيث تموجت مياه الشاطئ ذهابًا، وإيابًا على أراضي المنطقة. هذه الرسوبيات أصبحت عضو الماسوك المحلي الذي يبلغ سمكه 65 إلى 750 قدمًا (من 200 إلى 230 مترًا)، والذي يتكون من حجر رملي ذي تطبق متقاطع مكون للجروف، وحجر طيني لونه يتراوح ما بين الرمادي المائل إلى الصفرة، والرمادي المائل إلى الزرقة مكون للمنحدرات بالإضافة إلى حجر رملي رمادي فاتح مكتنف طبقيًا. تجمعت أحفوريات لذوات الصدفتين، وديناصورات السيراتوبسيا، والتماسيح، والبطنقدميات (الودعيات)، والسلاحف في هذا العضو.
نتيجة عمليتي الحفر، والرفع كان الطريق البحري الداخلي الغربي يتقلص، بينما كانت الجبال العالية باتجاه الشرق تُختزل نتيجة التعرية. نزحت الشواطئ الحاجزية، ودلتاوات الأنهار باتجاه الشرق إلى الطريق البحري، مما أنتج متكون الميسافيردا الذي يبلغ سمكه من 300 إلى 400 قدم (من 90 إلى 120 مترًا)، والذي يتألف من حجر رملي ذي تطبق متقاطع سميك التطبق لونه يتراوح ما بين البني الفاتح إلى الرمادي الداكن بالإضافة إلى طفل مكتنف طبقيَا لونه رمادي داكن، وألسنة داخلية مع عضو الماسوك التابع لطفل الماكوس العلوي. يوجد فقط القليل من البقايا مغطية القليل من الهضاب في القسم الشرقي للحديقة.

## عمليات الرفع، وحقب الحياة الحديثة

### طية الواتربوكت، وبحيرة يونتا، والنشاط البركاني

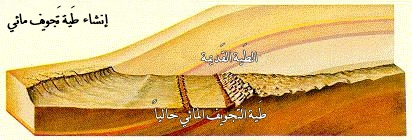
يظهر قسم عرضي لطية الواتربوكت جزءًا تم نحته (NPS)
صورة لطية مواجهة للجنوب من وادي السترايك (USGS)

منذ حوالي 50 مليون عام إلى 70 مليون عام مضو سيطرت حركة لارامايد الأوروجين على المنطقة فأنتجت الجبال الصخرية. تكونت أيضا العديد من وحيدات الميل (نوع من الطيات التصاعدية الرقيقة في طبقات الصخور) نتيجة قوى ضغط اللارمايد الكامنة. من وحيدات الميل هي طية الواتربوكت، التي هي أكبر ميزة جيوغرافية للحديقة. تبلغ هذه الطية من الطول 100 ميل (160 مترًا)، وهي ذات رصف منتظم بين الشمال والجنوب، وجهة ميل شرقية شديدة الانحدار. تعرضت صخور طية الواتربوكت من جهة الغرب لحركات رفع رفعتها أكثر ب 7000 قدم (2100 متر) من طبقات الجهة الشرقية، مما يجعل الصخور الأقدم هي المكشوفة في الجزء الغربي من الطية، والصخور الأحدث من جهة الأخرى هي التي في الجزء الشرقي. من المحتمل أن تكون هذه الطية خاصة قد نتجت نتيجة حركة ما بطول صدع في صخور ما قبل الكمبري القاعدية مختفي بشكل جيد أسفل أي من التكوينات المكشوفة. من الممكن أن تكون الهزات الأرضية الضعيفة التي تمركزت أسفل الطية عام 1979 هي نتيجة لهذا الصدع.
كان بالتزامن مع متكون طية الواتربوكت هو التطور الذي نتج من حوض بين جبلي في المنطقة. ملئت بعد ذلك بحيرة يونتا هذا الحوض بمياه نهر مستمدة من الشمال، والجنوب. وجدت هذه البحيرة الضخمة منذ حوالي 58 مليون عام حتى 35 مليون عام مضوا. إن البحيرة مسؤولة عن تكون حجر الفلاجستاف الجيري، وتكوينات الجرين ريفير الذي يبلغ سمكه حوالي 200 قدم (60 مترًا) محليًا، بينما في مكان ما آخر يكون ذا سمك مركب يصل إلى أكثر من 9000 قدم (2740 مترًا). يتكون الفلاجستاف من حجر جيري، وطوفة، ورصيص، وهو ذو طبقات غنية بالأحفوريات لونه أبيض، تم نحته ليصبح فيما بعد حافات، ومنحدرات.
تلت قوى ضغط اللارميد الأوروجيني بعض التمددات الثانوية حيث نشأ توازن جديد، مما أحدث نقاط ضعف في القشرة سمحت بعد ذلك للصهارة (الماجما) بشق طريقها باتجاه السطح مكونة براكين مركبة غرب المنطقة منذ حوالي 25 إلى 20 مليون عام. أما داخل الطية توغلت الماجما عبر، وبين التكوينات منذ حوالي 4,6 إلى 3,7 مليون عام مضوا لتنتج بذلك سدودًا، ووجدات متوازية على التوالي. ثارت بعض تيارات حمم بازلتية صغيرة عبر شقوق في السطح، ومن ثم استمرت نشاطات نارية بشكل متقطع بعد ذلك. أزالت عمليات تعرية متتابعة الصخر الرسوبي اللين على وجه التحديد الذي دفن السدود مباشرة، والوجدات المتوازية، والسدادات البركانية مخلفة إياهم غالبًا قائمين في هيئة تضارياس. توجد أمثلة له في الصحراء الجنوبية، ووادي الكتدرائية في نهاية الطية الشمالية.

### التحات

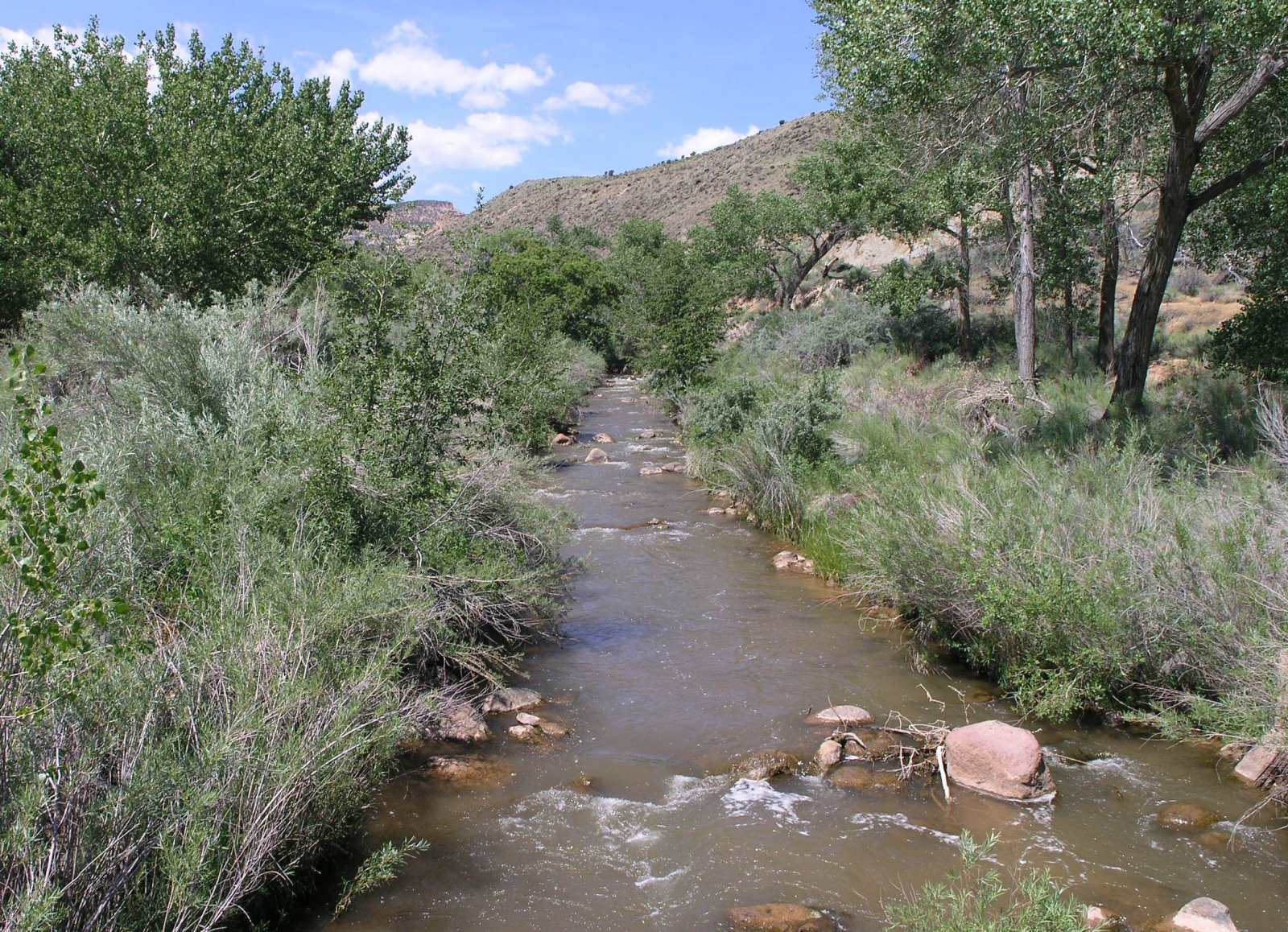
استطاع نهر الفيرمونت مواكبة عملية رفع طية الواتربوكت.

منذ حوالي عشر لخمس سنوات مضت، تعرضت المنطقة كاملها لعملية رفع عدة آلاف الأقدام (ما يتعدى الكيلومتر)، بسبب ظهور هضبة كولورادو. لقد كان المرفع الأرضي هذه المرة متساو أكثر تاركًا أغلب اتجاه التكوينات سليم بشكل عام. حدثت معظم عمليات التعرية التي نحتت المنظر الطبيعي الحالي بعد عملية رفع هضبة كولورادو مع الكثير من عمليات قطع الأخدود التي من المحتمل أن تكون حدثت ما بين مليون لست ملايين سنة مضت. رغم المناخ الصحراوي هذا يكون للمياه الحصة الكبرى في نحت المنظر الطبيعي. كما لعبت قوة الجاذبية دور كبير في هيئة الانهيارات الصخرية أو الزحف الصخري في تشكيل خطوط الهاوية. بينما يكون للرياح دور ثانوي في عملية التعرية هنا.

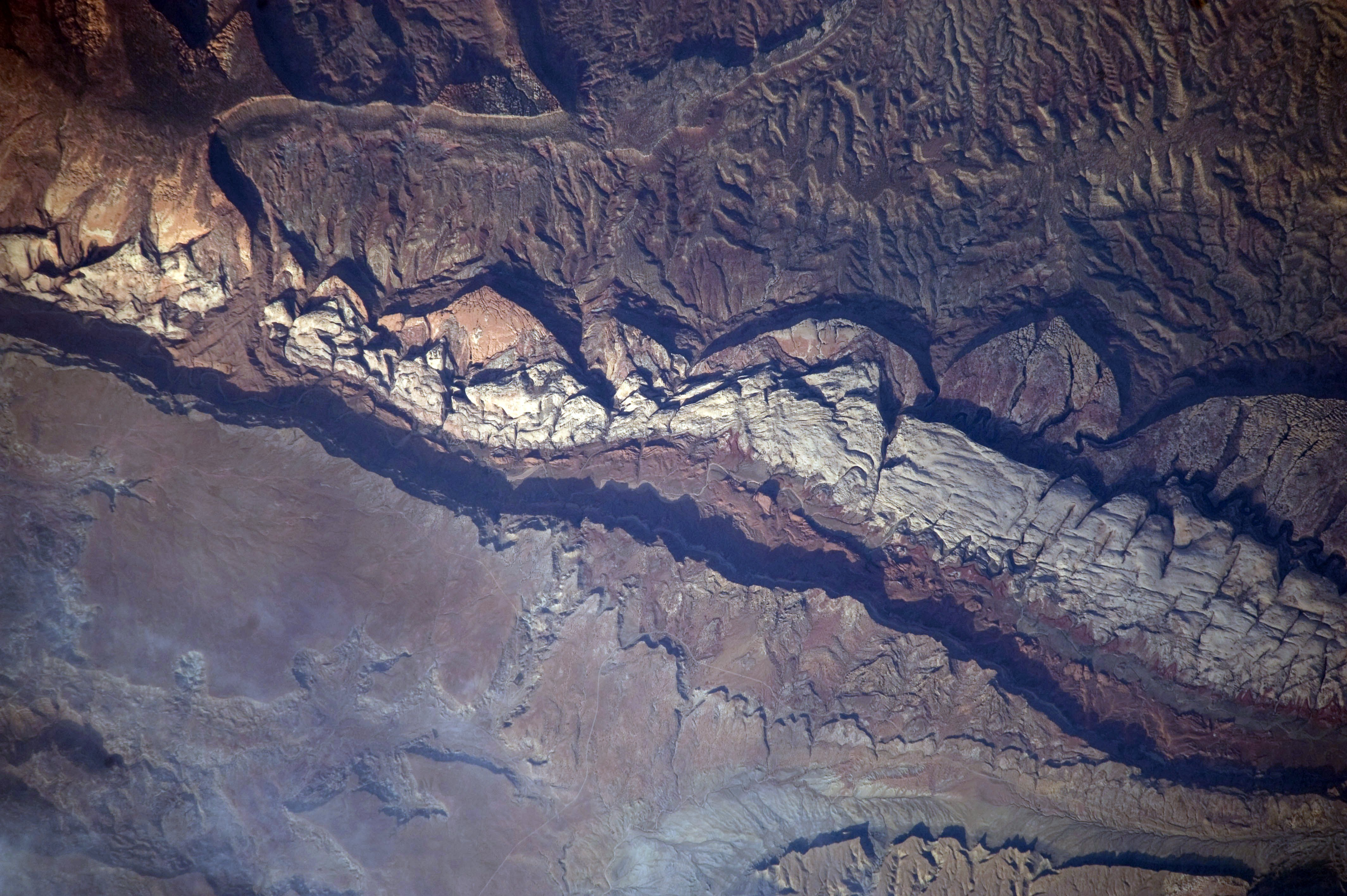
عرض يظهر طومسن ميسا الكبير من الفضاء

تمت إعادة ترتيب نظام الصرف وجعله أشد انحدارًا حين تم رفع طية الواتربوكت. حينئذ استطاعت أنهار كبيرة مواكبة عملية الرفع بنحت طريقها عموديًا داخل الطية بشكل أسرع مثل نهر الفيرمونت، بينما غيرت أنهار أخرى مسارها مثل نهر الساند كريك ليصبح موازيًا للطية ناحتة حينئذ تكوينات أقل مقاومة. حاولت أنهار أخرى مواكبة الرفع بنحت وديان أخدودية فقط لتغير مسارها فيما بعد تاركة وديانها عالية جافة. أزالت عملية التعرية في المنطقة رواسب علوية من حقب الحياة الوسطى، والحياة الحديثة يبلغ مجموعهم 7000 قدم (2100 متر).
تطورت ظروف أكثر رطوبة، وبرودة خلال فترة عصر البليستوسين وعادت بشكل وجيز عبر فترتين على الأقل من الجليدية الحديثة (العصور الجليدية الصغيرة) في الفترة الحالية (الهولوسين). احتقنت الأنهار، والتيارات المائية المتنوعة في المنطقة بسبب ارتفاع نسبة هطول الأمطار، بالإضافة إلى ذوبان الجليد من مثلجات الجبال في جبال هينري إلى شرق الحديقة، وهضبة الأكواريوس إلى غربها. ساهمت فيضانات مفاجئة منخفضة، وانزلاقات معدنية على جوانب التلال، وكسور بالتبريد، وانهيالات جميعًا في جعل معدل التعرية أسرع بشكل ملحوظ. اقتلعت مثلجات تبلغ من العمر 20 إلى 30 مليون عام صخور بازلتية سوداء من جلمود عال، هذا غير الثاوزاند ليك ماونتين التي رسبتها في وقت لاحق أنهار في منطقة الحديقة تكونت من ذوبان جليد المثلجات، بالإضافة إلى انزلاقات صخرية، وفياضانات.